# Sanni Grahn-Laasonen
Sanni Kaisa Grahn-Laasonen, née Grahn le 4 mai 1983 à Forssa, est une femme politique finlandaise membre du Parti de la coalition nationale (Kok). 
Elle est députée à l'Eduskunta de la circonscription du Häme depuis 2011 et ministre de l'Environnement de 2014 à 2015 et de l'Éducation et de la Culture de 2015 à 2017 puis seulement de l'Éducation jusqu'en 2019.
Depuis 2023, elle est ministre de la Famille et des Services sociaux au sein du gouvernement de Petteri Orpo.

## Biographie

### Engagement politique
Lors des élections législatives du 17 avril 2011, elle présente sa candidature dans la circonscription de Häme. Elle recueille 5 866 voix de préférence et remporte ainsi un siège à l'Eduskunta.

### Ministre
Le 26 septembre 2014, à la suite du départ de la Ligue verte de la coalition gouvernementale, Sanni Grahn-Laasonen est nommée ministre de l'Environnement, dans le gouvernement de coalition centriste du Premier ministre conservateur Alexander Stubb.
Elle est réélue au Parlement au cours des élections du 19 avril 2015. Elle remporte à cette occasion 7 556 suffrages préférentiels, soit le deuxième meilleur résultat de la circonscription après l'ancienne ministre sociale-démocrate Tarja Filatov. À la suite du changement de majorité parlementaire, elle est nommée ministre de l'Éducation et de la Culture dans le gouvernement Sipilä. Le 5 mai 2017, elle conserve le portefeuille de l'Éducation mais cède la Culture à Sampo Terho. Elle est de nouveau réélue au Parlement au cours des élections du 14 avril 2019 et quitte ses fonctions gouvernementales en juin suivant.
À la suite des élections législatives finlandaises de 2023, elle devient ministre de la Famille et des Services sociaux dans le gouvernement Orpo formé le 20 juin 2023.

### Vie privée
Elle a épousé Arttu Laasonen en 2009. Ils vivent à Forssa, dans la région de Kanta-Häme.